# Gueto de Stanisławów
El gueto de Stanisławów ( en polaco: getto w Stanisławowie, en alemán: Ghetto Stanislau) fue un gueto judío de la Segunda Guerra Mundial establecido en 1941 por el Schutzstaffel (SS) en la ciudad polaca de Stanisławów antes de la guerra en la región sudeste de Kresy (ahora Ivano-Frankivsk, Ucrania) ocupada por Alemania después de la Operación Barbarroja. Antes de la invasión nazi-soviética conjunta de Polonia en 1939, Stanisławów era la capital del voivodato de Stanisławów en la Segunda República Polaca. Los soviéticos anexaron la ciudad a la República Socialista Soviética de Ucrania en 1939 junto con toda la región, pero la renombraron como Ivano-Frankivsk en 1962 en honor a Iván Frankó, mucho después de que la guerra terminara. En 1941 Stanisławów (entonces, Stanyslaviv) fue invadido nuevamente, esta vez por el Heer, en el curso del ataque alemán contra las posiciones rusas detrás de la Línea Curzon (ver mapa, marcado en rojo), y lo incorporó a su propio Distrito de Galitzia, como el quinto distrito del Gobierno General.
El 12 de octubre de 1941, durante el llamado Domingo Sangriento, unos 10.000-12.000 judíos fueron fusilados en fosas comunes excavadas apresuradamente en el cementerio judío, por tropas del SS, de la SIPO y la Orpo junto con la Policía auxiliar ucraniana. El Dr. Tenenbaum del Judenrat rechazó la oferta de exención y prefirió ser asesinado junto con los demás. El tamaño de la masacre no tuvo precedentes. Dos meses después, se estableció oficialmente el gueto de Stanisławów para los 20.000 judíos que aún permanecían, y se selló con muros el 20 de diciembre de 1941. Más de un año después, en febrero de 1943, el gueto fue oficialmente disuelto, al no haber más judíos que retener allí.

## Antecedentes históricos
El voivodato de Stanisławów tenía 198.400 residentes en 1931 según el censo polaco. Entre ellos había 120.214 polacos ortodoxos (ucranianos, rutenos y rusos), 49.032 católicos y 26.996 judíos. La población de la capital creció rápidamente de 28.200 en 1921 a 60.000 en 1931 (o 70,000 junto con los suburbios incorporados a la ciudad por la decisión de 1924 del Rada Ministrów). Durante el período de entreguerras, Stanisławów tenía una base militar para el ejército polaco, con dos unidades principales, la 11ª División de Infantería y la Brigada de Caballería de Podolska, ambas derrotadas en la Campaña de septiembre.
Durante la invasión de Polonia en 1939 por las fuerzas alemanas y soviéticas, la provincia fue capturada por el Ejército Rojo en septiembre de 1939. Durante los dos años siguientes, comenzando el 8 de febrero de 1940, y terminando con el sobrevuelo soviético sobre Stanisławów en junio de 1941, la NKVD forzó a miles de habitantes de la ciudad a movilizarse y los forzaron a subir a 900 vagones de ganado con destino a Siberia, donde perecieron la mayoría de las víctimas. Varias aldeas fueron completamente vaciadas durante el proceso llamado "deskulakización". Los crímenes de guerra del NKVD cometidos contra los ciudadanos polacos incluyeron la masacre de última hora de 2.500 presos políticos en la ciudad, ucranianos, polacos y judíos, justo antes de la retirada de las fuerzas del NKVD y la ocupación nazi de Stanisławów. También las mujeres con decenas de niños fueron fusilados por los soviéticos en un aislado barranco de Demianiv Łaz en las afueras de Stanisławów, entre al menos 524 víctimas polacas obligadas a cavar su propia fosa común.

## Atrocidades nazis

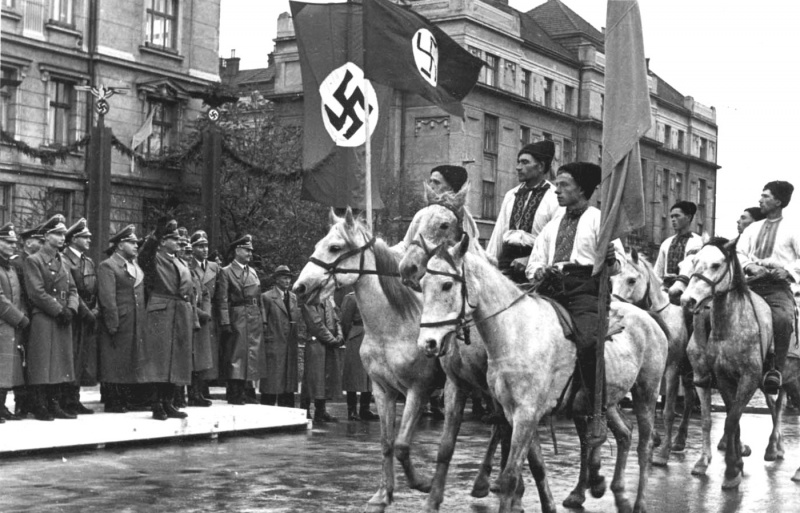
La toma de posesión alemana de Stanisławów el 26 de julio de 1941 durante la Operación Barbarroja.

Más de 50.000 judíos vivían en Stanisławów y sus alrededores, cuando fue ocupado por el ejército húngaro el 2 de julio de 1941. Los alemanes recién llegaron el 26 de julio. El mismo día, el destacamento de la Gestapo ordenó establecer un Judenrat en la ciudad. Fue encabezado por Israel Seibald. El 1 de agosto de 1941, Galitzia se convirtió en el quinto distrito del Gobierno General. Un día después, se ordenó a polacos y judíos de la intelectualidad que se presentaran a la policía con el pretexto de registrarse para la colocación. De los ochocientos hombres que llegaron, seiscientos fueron transportados por SIPO al bosque llamado Czarny Las, cerca de la aldea Pawełcze (Pawelce), y asesinados en secreto. Las familias (80% judías) no fueron informadas, y continuaron enviando paquetes para ellos.
El SS-Hauptsturmführer Hans Krueger asumió el mando de Stanisławów y estableció una sucursal del KdS en la ciudad. Un mes antes, Krüger participó en la organización de la masacre de los profesores de Leópolis. Bajo su mando, del 8 al 9 de agosto de 1941 fueron arrestados más polacos y judíos en Stanisławów, también maestros, funcionarios y profesores. Fueron convocados según una lista compilada por la Milicia Popular de Ucrania que ayudaba a la Policía de Seguridad Alemana (oficialmente, la Policía auxiliar ucraniana colaboracionista fue creada a mediados de agosto por Heinrich Himmler).  El 15 de agosto, los prisioneros fueron transportados en camiones cubiertos a un lugar cerca de la ciudad, llamado el Bosque Negro (Czarny Las) y ejecutados. El número de víctimas se estima en 200-300.

### Masacre del Domingo sangriento
El 12 de octubre de 1941, por orden de Hans Krueger, miles de judíos se reunieron en la plaza del mercado Ringplatz para una "selección". Las fuerzas nazis (reforzadas por el Batallón 133 de la Policía de Reserva de la Orpo traído desde Lemberg, y la policía ucraniana) los escoltaron al cementerio judío, donde las fosas comunes ya habían sido preparadas. En el camino, los guardias ucranianos y alemanes golpearon y torturaron a los prisioneros. En el cementerio, los judíos se vieron obligados a entregar sus objetos de valor y mostrar sus documentos. Algunos fueron liberados. Los tiradores ordenaron a los judíos reunirse en grupos para desnudarse y luego ir a las tumbas. Los hombres de la Sicherheitspolizei (SIPO) fueron los primeros en abrir fuego, seguidos por miembros de la Policía del Orden de Núremberg, y la policía ferroviaria Bahnschutz. Las víctimas cayeron en las tumbas o se les ordenó que saltaran antes de ser asesinadas. Entre 10.000 y 12.000 judíos fueron asesinados: hombres, mujeres y niños. Los tiradores comenzaron a disparar a las 12 del mediodía y continuaron sin detenerse por turnos. Había mesas de pícnic puestas a un lado con botellas de vodka y sándwiches para aquellos que necesitaban descansar del ensordecedor ruido de los disparos; por separado para alemanes y ucranianos. Intentaron continuar después del anochecer con reflectores, pero finalmente se dieron por vencidos; y los cautivos restantes fueron liberados. La Aktion, fue sin precedentes en términos de escala en la historia del Holocausto, hasta esa fecha en la Polonia ocupada, fue conocida en alemán como Blutsonntag, o el Domingo Sangriento. Hubo una celebración de la victoria celebrada esa noche en el cuartel general.
La masacre del Domingo sangriento del 12 de octubre de 1941 fue la mayor masacre de judíos polacos perpetrada por la policía uniformada en el Gobierno General antes de la genocida operación conocida como Aktion Reinhardt de 1942. Fue precedida por la Masacre del viernes rojo de 5.000 judíos en el Gueto de Białystok el 27 -28 de junio de 1941 por el Batallón de Policía de Reserva 309, pero superada solo por la masacre del Batallón de Policía 45 de 33.000 judíos en Babi Yar en el Reichskommissariat de Ucrania, fuera de Kiev, del 29 al 30 de septiembre de 1941; y la masacre final de Aktion Erntefest de más de 43,000 judíos en el campo de concentración de Majdanek y sus subcampos el 3 de noviembre de 1943 perpetrados por los hombres de Trawniki de Ucrania junto con el Batallón 101 de Reserva de la Policía Alemana de Hamburgo.

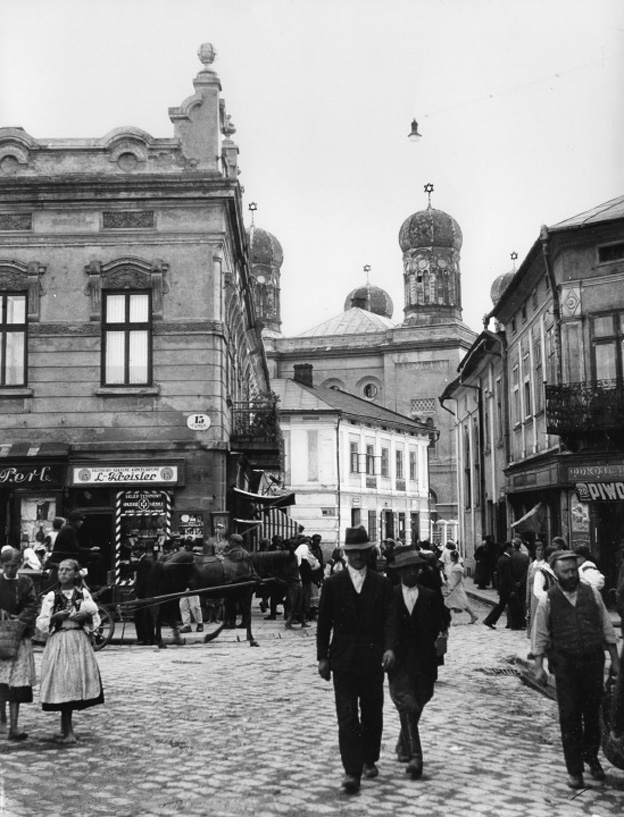
El barrio judío antes de la Segunda Guerra Mundial, con carteles de tiendas en polaco y la sinagoga Reforma Tempel en el fondo.

### El gueto
El 20 de diciembre de 1941, el gueto de Stanisławów se estableció oficialmente y se cerró desde el exterior. Se construyeron muros (con tres puertas) y las ventanas se cubrieron con tablones. Unos 20,000 judíos se apretujaron allí en un pequeño espacio. El racionamiento se hizo cumplir, con alimentos insuficientes, y se organizaron talleres para apoyar el esfuerzo bélico alemán. Durante el invierno y hasta julio de 1942, la mayoría de las ejecuciones extrajudiciales se llevaron a cabo en el Molino de Rudolf (Rudolfsmühle). A partir de agosto de 1942, el patio de la sede de la SIPO fue utilizado para eso. El 22 de agosto de 1942, los nazis llevaron a cabo la Aktion en represalia por el asesinato de un colaborador ucraniano, del cual culparon a un judío. Más de 1.000 judíos fueron acorralados y fusilados en el cementerio. El líder del consejo judío, Mordechai Goldstein, fue ahorcado en público, junto con 20 miembros de la policía judía del gueto. Antes de llevarlos a la sede de la SIPO, los policías violaron a niñas y mujeres judías.
El gueto se redujo en tamaño después de la incursión alemana y ucraniana del 31 de marzo de 1942, y la quema de casas, en castigo por el incumplimiento del concilio con la primera acción de deportación. En abril, septiembre y noviembre de 1942, se enviaron transportes regulares de judíos en trenes del Holocausto al campo de exterminio de Bełżec, al norte de la ciudad. Más judíos fueron traídos de ciudades más pequeñas. Alrededor de 11,000 prisioneros judíos subsistieron en el gueto de Stanisławów cuando tuvieron lugar las siguientes Aktionen: Entre el 24 y 25 de enero de 1943, unos mil judíos sin permisos de trabajo fueron fusilados. Además, de 1.500 a 2.000 fueron deportados al campo de concentración de Janowska para su exterminio. El 22 y 23 de febrero de 1943, Brandt, que sucedió a Hans Krüger como SS-Hauptsturmführer, ordenó a las fuerzas policiales rodear el gueto en preparación para su liquidación final. La Aktion duró cuatro días. La mayoría de las víctimas fueron asesinadas en el cementerio, incluido el consejo judío. Poco después, los alemanes anunciaron que Stanisławów estaba Judenfrei o que estaba libre de judíos, sin embargo, la policía continuó buscando en el área del gueto más víctimas hasta abril. Los últimos judíos registrados fueron asesinados el 25 de junio de 1943.
Justo antes de la liquidación del gueto, un grupo de insurgentes judíos logró escapar. Ellos formaron una unidad de partisanos llamado "Pantelaria"; activa en las afueras de Stanisławów. Los dos comandantes eran  dos jóvenes una era Anda Luft, la cual estaba embarazada de su hija Pantelaria (nacida en el bosque), y  el otro era Oskar Friedlender. Su mayor logro fue la emboscada y ejecución del jefe de policía alemán llamado Tausch. El grupo fue atacado y destruido por los nazis a mediados del invierno entre 1943 y 1944. Anda y su bebé fueron asesinadas.

### Gente rescatada del Holocausto
Se realizaron numerosos esfuerzos de rescate durante la liquidación del gueto. Cuando los testigos de Jehová se enteraron de que los nazis planeaban ejecutar a todos los judíos en la ciudad, organizaron un escape del gueto para una mujer judía y sus dos hijas que más tarde se convertirían en testigos. Ocultaron a estas mujeres judías durante todo el período de la guerra. Entre los polacos cristianos galardonados con el honor de Justos entre las Naciones están los miembros de la familia Ciszewski que escondieron en su hogar a once judíos que escaparon de la deportación al campo de exterminio de Belzec en septiembre de 1942. Todos ellos sobrevivieron. La familia Gawrych escondió a cinco judíos hasta el 8 de marzo de 1943, cuando su hogar fue intervenido por policías alemanes. Cuatro judíos murieron por disparos y uno (Szpinger) logró escapar. Jan Gawrych fue arrestado, siendo torturado y asesinado. Otros, como la pareja Tkacz que salvó a la niña de 13 años Sylvia Andacht, no fueron reconocidos por el Yad Vashem, pero fueron igualmente útiles. Sin embargo, en los tres años de ocupación alemana, casi 6,000 polacos étnicos fueron enviados desde Stanisławów a Alemania para trabajar como esclavos y los asesinatos continuaron. El ejército soviético llegó a la ciudad el 27 de julio de 1944. Escondidos por los rescatadores, alrededor de 100 sobrevivientes judíos del Holocausto fueron liberados. En total, alrededor de 1.500 judíos de Stanisławów sobrevivieron a la guerra en otro lugar.

### Repercusiones
El comandante de Stanisławów durante la masacre del Domingo sangriento, el SS-Hauptsturmführer Hans Krueger, se embarcó en una carrera exitosa en Alemania Occidental después del final de la guerra. Fue presidente de la Asociación de Alemanes de Berlín y Brandeburgo, y presionó en nombre de la Liga de Exiliados Orientales que representaba los intereses de los antiguos nazis, entre otros. Dirigió su propia empresa. Debido en parte a su vida ante la opinión pública, fue interrogado por las autoridades. Seis años después, en octubre de 1965, la Fiscalía del Estado de Dortmund emitió una acusación formal contra Krueger. Su juicio duró dos años. Krueger provocó indignación por sus exabruptos antisemitas. El 6 de mayo de 1968, el Tribunal Estatal de Münster lo condenó a cadena perpetua. Fue liberado en 1986. Hans Krueger (1909-1988) no debe confundirse con el Oberamtsrichter Hans Krüger (1902-1971), juez del SS en la Polonia ocupada y presidente de la Federación de Expulsados de la UDC desde 1959 hasta 1964. Mientras tanto, en 1966 se llevaron a cabo otros procesos judiciales en Viena y Salzburgo contra miembros de la policía Schupo y la Gestapo que prestaron servicio en Stanisławów durante la guerra.
Después de la Segunda Guerra Mundial, ante la insistencia de Iósif Stalin durante la Conferencia de Teherán de 1943, las fronteras de Polonia fueron redibujadas y Stanisławów (nombrada nuevamente con ese nombre) se incorporó a la República Socialista Soviética de Ucrania en la Unión Soviética. La población polaca fue reasentada por la fuerza en la nueva Polonia antes de finales de 1946. La ciudad fue renombrada en honor a Iván Frankó en 1962 bajo el mandato de Nikita Jruschov. Desde 1991, es la capital del Óblast de Ivano-Frankivsk en la actual Ucrania.